# Hôtel de Vendôme
El Hotel de Vendôme es un establecimiento hotelero de lujo, clasificado 5 estrellas, situado en la Plaza Vendôme, en el distrito I de París.
Fundado en 1858, el establecimiento, ubicado en la intersección sureste de la plaza con la rue Saint-Honoré, se desarrolla dentro de los muros del antiguo Hôtel Bataille de Francès.

## Históra
Está situado en el antiguo Hôtel Bataille de Francès, construido para Pierre Perrin, secretario del rey Luis XIV.
Este tomó su nombre del solar en el que se encuentra, donde se encontraba el antiguo hotel del duque de Vendôme, comprado en 1685 por Luis XIV para construir la plaza actual.
La empresa Union Hôtelière Parisienne, propietaria del establecimiento desde 1956, fue adquirida en 2014 por la marca de relojes de lujo Chopard. una de cuyas boutiques está presente allí.

## Hotel
Es un hotel de lujo de 5 estrellas y pertenece al grupo UHP de la marca Chopard.

### Habitaciones
Dispone de 20 habitaciones Clásicas y Deluxe, así como de 9 suites, entre las que se encuentran la Suite Deluxe y la Suite Presidencial, donde esta última ocupa toda la quinta y última planta.

### Restaurante y bar
El 1 lugar Vendôme es un restaurante gourmet dirigido por el chef Josselin Marie.
El bar del hotel es una parte integral del restaurante y ofrece, en particular, cócteles a base de frutas y hierbas aromáticas, así como whiskies.

## Protección
Está clasificado como monumento histórico, por sus fachadas y cubiertas, por decreto del 17 de mayo de 1930.